# E×E
『E×E』（エグゼ）は、ゆずソフトから発売された18禁アドベンチャーゲームである。E×Eは「Empty × Embryo」の略。キャッチコピーは「魂（コード）を解読せよ!」。

## 概要
『E×E』（エグゼ）は、2007年6月1日に18禁の恋愛アドベンチャーゲームとして発売された。
発売日に公式ホームページにて修正パッチ1.1(当てるとセーブデータが初期化されてしまうので注意)が、2007年6月15日に修正パッチ1.11がアップされている。「学園バトルアドベンチャー」と銘打ってはいるが、戦闘操作やコマンド入力等は一切なく、典型的な選択肢型ビジュアルノベルゲームである。

## あらすじ
岬市にある八坂総合病院で火災事故が発生し、大規模な被害をもたらした。交通事故に遭い入院していた主人公・伏見籐矢は運良く生き延びたが、この火災によって病院にとある研究に従事するため勤務していた母親・伏見鈴乃を亡くしてしまう。大きな悲しみを背負いながらも、当時知り合いであった白峯沙耶の保護の元、まだ幼い妹・伏見真姫奈と共に人並みの暮らしを送ることとなる。
そんな火災事故から10年後の9月7日。織部学園で何気ない学園生活を謳歌していた籐矢の前に、死んだはずの鈴乃が姿を見せる。かつて籐矢と同時期に入院し、最近になって学園に転入してきた少女・野宮悠と共にその姿を追いかけ対面した籐矢であったが、彼の記憶にある鈴乃とはどこか違っていた。驚き戸惑う籐矢に、鈴乃はいきなり襲いかかってくる。悠が不思議な能力で抵抗するも、絶体絶命の籐矢。そんな時、日本刀を持った女が現れ、命を救う。
死んだはずの鈴乃が生きている理由。その鈴乃が携わっていたという八坂総合病院での研究。困惑を抱きながらも、籐矢は全ての真実を知る決意をし、行動を始めた。

## 登場人物

### メインキャラクター
伏見 籐矢（ふしみ とうや）
本作の主人公。学園二年。多少感情的になることはあれど、真面目でさっぱりとしたごく普通の好青年。父親は既に亡く、母親も八坂総合病院の火災事故で亡くしている。織部学園に通い、新しくなった八坂総合病院で清掃のアルバイト（尚之の斡旋）をしながら、妹の真姫奈と沙耶のマンションで暮らしている。本人は「妹想いなだけ」としているが若干シスコン気味。かつて弓道の経験があるが、織部学園に弓道部が存在していないのもあって現在はどの部活にも所属はしていない。本人は自覚していないが、10年前の実験で重要視された「部屋」と言われる存在。自分の母親の真相を知るため事件に関わろうとするが、その事実のため同時に狙われることになる。名前の由来は伏見稲荷神社。
野宮 悠（のみや ゆう）
声優：青山ゆかり
籐矢のクラスに転入してきた少女。才色兼備で誰とでも分け隔てなく接し、笑顔を絶やさないのは表向きで、実は演技である。本来はぶっきらぼうで人付き合いが苦手であり、他人と距離をとっている。酷く方向音痴で、本編では二度に渡って迷子になっている。
太股にバーコードのような模様があり、パイロキネシス（発火能力）を持つ。これは本人の説明によると「視覚で捉えた対象に特殊な周期の信号を送り、分子の振動レベルを高める」というもの。これには脳を酷使しているらしく、使用後しばらくは体調を崩す。10年前に父親の言いつけで入院しており、そこで籐矢と知り合い一緒に遊んだ仲であるが、再会したときは互いに思い出せなかった。彼女も10年前の火災事故の被害者であり、そのときに最愛の父親を亡くし、以後別の町の施設で長い間暮らしていた。他人と関わろうとしなかったのは、孤独な生活が長かったからと、自身の異能を周囲に知られるのを恐れていたからである。籐矢が彼の母親と遭遇したことにより、「自分の父親も見つかる」という希望を抱いて彼に協力する。名前の由来は野宮神社。
籠 夏希（この なつき）
声優：みる
籐矢のクラスメイト。目が見えないくらいに伸びた前髪、いつも自分の机で読書、低い身長と、クラスでの存在感はあまりない少女。しかし無口で暗いというわけではなく、話しかければ普通に受け答えはできる上、格闘ゲームの必殺技をお見舞い(主に寿士相手に）したあとで、心持ち自慢げに技名を藤矢に披露するなどお茶目な一面を見せることもある。基本的に「肯定。～」、「否定。～」と、論理的な文章で会話をすることが殆どである。口癖は「問題ない」。欲が浅く髪や衣装等は無頓着だが、鍋に対するこだわりは深い(いわゆる鍋奉行）。
乱用されると危険な魔術を管理する「協会」の一員。事件に関わろうとする籐矢に疑問を抱くが、彼の意志に甘んじ魔術を教える（ただし未緒ルートではこの役割は未緒になる）。初期設定では眼鏡をしていた。名前の由来は籠神社。
貴船 未緒（きふね みお）
声優：風音
日本刀を持ち、鈴乃に襲われた籐矢の命を救った女性。夏希と同じ「協会」に所属しており、今回の八坂総合病院の事件に関して彼女とパーティーを組む。スタイル抜群でいわゆるクールビューティーであるが、それは仕事上での話であり、普段は気さくで剛胆なお姉さん。風呂上りや寝るときは全裸派。幼いころに猫の群れに追われたトラウマがあるらしく、猫が大の苦手。同じ組織に所属する沙耶とは古くからの友人である。
首のチョーカーの裏には、悠と同じくバーコードがある。10年前当時から魔術の素質があった彼女は、それを活用する手段として被検体にされていた（籐矢らと異なり、自身が被検体であることを理解していた）。当時は自分の存在が人の役に立てると思い込んでいたものの、それが原因で大災害を引き起こしたという自省の念を抱いており、償いとして事件を終わらせるために奔走する。同時に自分を救って魔術を教えた宇治上には、師弟としての恩義を感じている。なお10年前の事件において、宇治上と逃亡したままのため戸籍上は死亡扱いとなっている。なお、彼女のルートでは怪我を負って顔に包帯を巻く立ち絵があるが、初期の段階では「10年前の傷が残っている」としてこれがデフォルトであった。名前の由来は貴船神社。

### サブキャラクター
伏見 真姫奈（ふしみ まきな）
声優：榊るな
籐矢の実妹。籐矢のことを「兄様」と呼んで慕うとても元気で無邪気な少女。年齢は不明だが学生と思われる。無邪気ゆえたまに無茶をすることもある。クラゲにこだわりを持っており、知識が豊富で、グッズを持っていたり、即興の歌を口ずさむことがある。籐矢と同じく「出口」と言われる存在。なぜかチャイナドレス型のパジャマを着用している。藤矢を好いており、寿士から主人公は巨乳好きで、牛乳を飲めば胸が大きくなると吹き込まれた際にはやたらと牛乳を飲んでいたが、沙耶に阻止された。
『ぶらばん!』以降のゆずソフト作品のキャラでは、珍しく誕生日設定（9月10日）があるキャラの1人。
白峯 沙耶（しらみね さや）※Hシーンあり
声優：一色ヒカル
鈴乃亡き後、籐矢と真姫奈を育ててきた女性。鈴乃の友人。家庭的かつ優しく穏やかで真面目な性格だが、怒ると怖く、夜通し説教することも。小悪魔的な一面も持ち、色仕掛けで真姫奈を嫉妬させ、籐矢を困惑させることもある。
籐矢らには「事務職」と偽っているが、実際は「協会」の一員。ただし、魔術の才能としては未緒らには遠く及ばず、サポート側に尽力している。名前の由来は白峯神宮。
伏見 鈴乃（ふしみ すずの）
声優：野神奈々
籐矢と真姫奈の母親。八坂総合病院でとある研究に従事していたが、10年前の火災事故で帰らぬ人となる。生前はお茶目で好奇心旺盛、料理が下手で、テレビのリモコンや時計などをやたらと分解したがるなど、まるで子供がそのまま大人になったような愉快な女性だった。現在も籐矢の夢の中にも度々出現する。当初は籐矢はこれを記憶の断片としか考えていなかったが、次第に現実と干渉したような言動が目立つようになる。
10年後突然現れ、籐矢に襲いかかる。その正体は10年前の実験で本人の肉体から魂を分離された研究者が、鈴乃の肉体に定着したもの。今回の魂の研究に肯定的なマッドサイエンティストであり、狡猾に八坂を補佐する。
上御霊 円（かみごりょう まどか）※単独ルート及びHシーンあり
声優：榊原ゆい
籐矢のクラスメイトで幼なじみ。ほんわかとした、明るく優しい性格のごく普通の少女。籐矢と寿士のやりとりに妄想し、「ホモが嫌いな女子なんていない」と叫ぶなど腐女子の一面を持っている。寿士や藤矢と仲良くしているが、よく寿士にブラジャーやパンティを盗られ、そのたびに真っ赤になって怒っている(ただししばらく経てば警戒しながらも許している）。名前の由来は上御霊神社。
加茂 寿士（かも ひさし）
声優：杉崎和哉
籐矢のクラスメイトで友人。おちゃらけた性格で何事にもめげない前向き思考だが、女好きで、隙を狙って女子の下着を掠めとるなど、セクハラまがいの言動が多い。服の上から女性のスリーサイズを当てる特技を持つ。また、真姫奈と仲がよく、たびたび彼女に変な事を吹き込んでいる。籐矢同様部活には所属していないが、ごくまれに家業を手伝っているらしい。有能な兄がおり、家庭で彼と比べられることにコンプレックスを抱いているらしい。名前の由来は賀茂神社（ただし、表記は異なる）。
日向 紅葉（ひむかい もみじ）※Hシーンあり
声優：佐本二厘
おっとりといつも笑っている少女。可憐な外見とは裏腹に、おどけてまるで人をおちょくり、時には見据えたような態度で接する。本人曰く「悪い魔術師」。10年前に甚五郎に「研究」を持ちかけ、さらに現代において尚之にその再開を持ち出した張本人。ただし本人はあまり動くことはなく、普段はパチスロや競馬などのギャンブルで時間を潰していることが多い。そのため紫織からは「ダメな人間の見本みたい」と評された。
外見どおりの肉体年齢であるが、彼女の正体は輪廻の転生における、前世の記憶を受け継ぎ続けている存在（この理由は不明）。以前の魂の情報を引き継ぐという負担のため、転生するごとに肉体的な寿命が縮まっている傾向にあり、現在でも時々吐血をする。彼女の目的は、自身の魂を他者と替えることにより、この転生の呪縛から解放されることであった。名前の由来は日向大神宮。
八坂 紫織（やさか しおり）
声優：成瀬未亜
尚之の養子。髪が長く、褐色肌の可愛らしい外見をしているが、男の子。長らく眠っていたが、紅葉の手により目覚め、以後行動を共にするようになる。無邪気で明るい性格だが、言葉の節々に毒を帯びることが多い。
10年前の研究における「入口」と呼ばれる存在で、対象から魂を抜き取る能力を持つ。性格は自分を昏睡させた世界そのものを憎んだ憎悪の塊であり、紅葉らとは別に「世界の崩壊」を企てている。岬市で相次ぐ意識不明事件の犯人。また、世界で生きることも拒絶しているため、自分の生死に関してもあまり興味を持たない。名前の由来は八坂神社。
八坂 尚之（やさか なおゆき）
声優：小次郎
八坂総合病院の現院長。先代の院長で父親の八坂甚五郎の逝去に伴い、若くして院長の座に就く。寡黙で素っ気ない言動が冷徹な印象を与えがちだが、アルバイトを捜していた籐矢に院内の清掃の仕事を斡旋したり、夜な夜な知り合いの入院患者を見舞ったりといった一面もある。かつて研究を主導し、火災事故を起こした父親を嫌悪しているが、紅葉と接触。昏睡状態の恋人を蘇らせるために、研究に手を染めていく。
当初は紅葉を初めとする魔術については驚愕の連続であったが、本質は肝が据わった冷静な人格。ただし、「彼女に会いたい」という本音は正真正銘であり、その選択肢がたとえ「自身が死ぬこと」であっても容易に受け入れてしまう。
宇治上 影臣（うじがみ かげおみ）
声優：ドテラ4号
かつて八坂総合病院でとある研究に従事していた一人。彼も10年前の火災事故に遭うも運良く助かり、未緒を連れ逃亡した。以後、未緒同様「協会」に所属し、八坂総合病院を調べている。無駄な感情を一切なくし、目的のためなら手段を選ばず、人を殺めることも厭わない冷酷な男である。名前の由来は宇治上神社。
エクセル
声優：野神奈々
実験のために紫織によって拾われ、魂を定着させられた猫。隙を見て逃亡し、鈴乃らから捜索される身となる。後に弱っていたところを真姫奈に保護され籐矢の家でペットのような存在となる。名付け親の真姫奈いわく、正確な名前は「エクセル・ハイパー・カズマ」。
その定着している魂の正体は籐矢の母親である「伏見 鈴乃」。ただし最愛の子らを10年前の事件に巻き込んだことを後悔しており、籐矢には「本居 千鳥（もとおり ちどり）」という偽名を用いて事実を隠し通そうとしている。しかし、親として子を想う気持ちは隠しきれないようであり、籐矢にも正体を勘付かれている。事件を収拾させるために籐矢らに協力することもあれば、大人の視点として思春期の彼らに助言を与えることもある。なお、彼女も魔術の心得があるらしく、会話をしているのは魔術によるテレパシーの一種である。
八坂 甚五郎（やさか じんごろう）
名前のみ登場。先代八坂総合病院院長。高額な資金を持つ強欲家であると同時に、不老不死になることに貪欲な老人。そのため自身の病院で秘密裏に様々な研究をしていたが、中でも魔術における「魂の改竄」に着目し遂行していた。
しかし、自身の寿命が近づいたことに焦りを覚え、本来は準備期間が必要だった大規模な魔術研究を強引に進めたため魔術が暴走、今回の事件の発端となる10年前の大火災を発生させてしまった。
また尚之の婚約にも反対しており、彼の恋人を精神的に追い込み流産、昏睡状態へと陥れた、この物語の元凶ともいえる人物。

## 舞台・用語
岬市（みさきし）
舞台になる地方都市。海と山に挟まれた港町。そのため市内の至るところに坂道がある。中心部にはビル街が広がるが、遊園地や砂浜は電車で移動しなければなく、主人公曰く海沿いには港しかない町。しかし夜景が綺麗なことで知られており、季節を問わず観光客が訪れる。
八坂総合病院（やさか）
町にある総合病院。先代院長は八坂甚五郎、現在は息子の八坂尚之。総合病院ではあるが精神科はない。土曜の午後でも診察が可能。地元ではかなり有名な病院らしい。十年前に大火災に見舞われたが、現在は立て直され、何事もなかったかのように営業している。現在の藤矢のバイト先でもある。
織部学園（おりべ）
主人公たちの通う学園。公式サイトや本編で確認出来る標札によれば県立校。坂を上った場所にある。学力は中の上。風紀は比較的自由。近年建て直されたため、校舎は綺麗で特徴的なデザインのため、生徒の評判になっている。制服は男女共に白のワイシャツ。女子はグレーのベストを着用しており、男女共に赤地に白十字柄のネクタイを着用する。全国に名を轟かせるほどの部活はないが、人気は高い。なお、弓道部はない。
マンション
沙耶の自宅で伏見兄妹の現在の自宅。都心にある3LDKのマンション。賃貸か分譲かは不明だが、一部屋の大きさは比較的広い。ペットの飼育は禁止されている。
八坂総合病院火災
十年前に発生した大火災。発生時間は夜間。出火場所は病院西棟。かなりの大規模火災で周辺地域にも飛び火で延焼。多数の患者やスタッフが死亡もしくは行方不明となった。出火原因は不明で、放火、事故、旧日本軍の遺産が埋まっていたなど一時根も葉もない噂が流れた。現在は町を見渡せる丘の上に慰霊碑が建てられている。
意識不明者
岬市で相次いでいる事件。それまでなんともなかった人が突然意識を喪い昏睡状で発見されるもの。新聞やテレビのニュースにも取り上げられている。外傷や前兆はなく、脈拍や呼吸も正常。いずれも市内もしくは八坂総合病院内で発生している。

## 作中における『魔術』概念
悠ルート及び夏希ルートに於いて、夏希自身が言及しているのを要約すれば、「人の持つ生命力から魔力を精製し、法に則って世界にアクセス、自己の意志を介入させ、事象をねじ曲げ改ざんしたもの」。生命力から魔力を精製することについてについて夏希は「原油とガソリンの関係」にたとえている。ただ、魔力を得る為には体内の神経を繋げ、生命力から魔力を精製するための「サーキット」と呼ばれる器官が必要不可欠であり、本来は長い時間をかけて身体に馴染ませる。「サーキット」の生成は魔術師によって短時間で可能だが、多少の痛みを伴う上、慣れないうちに無理をすると副作用（最悪の場合は死亡する）を起こす可能性もある。
魔術を行使する際は、術者の強い意志（イメージ）と集中力が必要である。生命力を原料としている以上、術者の体力が著しく低下している場合に使用すると術の制御がままならない上、生命の危険も伴う。また、より早くかつ精度の高い魔術行使にはイメージトレーニングの反復と熟練が必要であり、短期間で習得しようとした籐矢は実戦でなかなか思うように使いこなせなかった。
本作の魔術によって傷を直接治癒したり、死人を蘇生させたりすることは不可能。このことについては、紅葉や未緒が作中で言及している。また、悠のパイロキネシス（発火能力）は生まれ持った超能力であり、魔術とは異なる。
本作世界には、魔術を正しく行使・管理し、その存在の秘匿を徹底することを目的とした魔術師の「協会」が存在する。夏希や未緒、影臣は協会の実働部隊で、沙耶も構成員として籍を置いている。一方で協会には属さない魔術師も存在し、紅葉や紫織、寿士らは所属していない。
登場人物が行使する主な魔術
籐矢…魂の「保管」、弓矢
夏希…刃分銅つきの鎖（夏希いわく「ペッパー君」）、身体能力の強化、箱庭
未緒…日本刀、身体能力の強化
真姫奈…魂の「定着」
沙耶…魔力をこめた拳、身体能力の強化
寿士…光の球体、箱庭
紅葉…風の刃、傀儡、眠らせるなど多数
紫織…魂の「剥離」、風の刃、箱庭
影臣…魔力をこめた拳、身体能力の強化、相手の魔力の消滅

## 八坂総合病院での『研究』
古来より人類は不老不死に憧れ、様々な研究を重ねてきた。八坂総合病院の先代院長・八坂甚五郎も例外ではない。甚五郎はいかに自分自身を不老不死にするか執着し、自身の経営する病院の地下室を舞台に医学的なものから超能力の研究、はたまた呪術的なものまで、あらゆる手を尽くしてきたという。研究には影臣や悠の父親も参加していた。そんな中で甚五郎らが有力な方法として目を付けたのが、先の「魔術」に則り、自身の「魂」を老いていく身体から剥がし、より優れた人間に移し替え、魂の情報を書き換えるというものであった。その為に、魔術の素質のある者を八坂総合病院へ連れ、研究に当たらせ、実験と魂の分析を進めていった。その研究・実験にあたり、魔術によって魂を自在に操る方法が採られた。魂を引き剥がす（魂の「剥離」）能力を持つ者・引き剥がした魂を一時的に溜め込む（魂の「保管」）能力を持つ者・引き剥がし溜め込んだ魂を他の人間に移し替える（魂の「定着」）能力を持つ者がいたという。当初は順調であった研究も、移した魂と元の身体の記憶が相容れなくなり、精神破綻を起こす被験者が増えてくるようになる。だが、甚五郎らはより完璧を求め、魂の細かな分析を進め、さらに研究に傾倒していった。非人道的な研究に傾倒する甚五郎らがいた一方で、純粋に魂の研究に打ち込んでいた者もいた。籐矢の母・伏見鈴乃である。そんな中、愛息子の籐矢が交通事故にあい、重体で八坂総合病院に運ばれた。甚五郎は魂の「保管」の役目を籐矢に担わせること、新たな魂の「定着」を担う者の提供を条件に籐矢の命を救うことを鈴乃に持ちかけた。鈴乃は苦悩するも条件を飲み、籐矢と真姫奈を泣く泣く研究に差し出した。そして事故は起こる。魂の移し替えに失敗した被験者が暴走し火の手があがり、八坂総合病院は炎に包まれ、多くの犠牲者を出した。甚五郎はほとんどの研究スタッフを失って不老不死の野望が潰え、一か月後に他界した。これで狂気の研究は終焉を迎えた、と思われていた。

## スタッフ
- キャラクターデザイン・原画：むりりん、こぶいち
- シナリオ：天宮リツ
- 音楽：Famishin、Angel Note
- CG：煎路、モドキさん
- ムービー制作：ろど
  - OP：Trust in me
    - 作詞：Riryka
    - 作曲：Famishin
    - 編曲：不知火つばさ
    - 歌：榊原ゆい

  - ED：True drop
    - 作詞：霜月はるか
    - 作曲：Famishin
    - 編曲：R.EAST
    - 歌：霜月はるか

## カウントダウンFLASH
発売日60日前から発売5日後まで、不定期に（29日前からは毎日）カウントダウンFLASHが公開された。そのFLASH中の作品紹介には、2ちゃんねる、ニコニコ動画などを介して広まったネタが数多く含まれている。さらに前作『ぶらばん! -The bonds of melody-』のヒロインである御影須美及び中ノ島妙が数度登場している。

## 備考
本作の舞台である岬市は架空の街だが、モデルは兵庫県神戸市であり、公式サイトのキーワードのページでは、三宮の東遊園地（同ページ「岬市」の項目の右上の画像）三ノ宮駅前のモニュメント及び旧神戸そごう（現神戸阪急、同右下の画像手前のモニュメントと奥の建物）、ハーバーランドの煉瓦倉庫レストラン及びハーバーウォーク（同左上の画像）などが確認出来る。また、火災現場の八坂総合病院の外観は神戸大学医学部附属病院の正面玄関、藤也たちが通う県立織部学園（同ページ「織部学園」の項目横の画像）は兵庫県立長田高等学校の正門及び校舎と一致していることも同じページで確認出来る。また同サイトの「坂が多く山と海に挟まれた、夜景の綺麗な港町」と言う記述も神戸市の特徴と一致する。

## 関連商品

### CD
- E×Eオリジナルサウンドトラック
  - オープニング・エンディング曲フルバージョンと作品中で使われたBGM全25曲を収録。
- 予約特典として、OP曲「Trust in me」のフルバージョン及びオフボーカルバージョンが収録されたマキシシングルが同梱されている。

### ドラマCD
通販限定での特典。

### 書籍
- E×Eオフィシャルビジュアルファンブック
  - 描き下ろしイラスト、イベントCG、アニメカット、絵コンテ、スタッフインタビューなどが掲載されている。